# Max Kleiber
Max Kleiber (4 de enero de 1893–5 de enero de 1976) fue un biólogo agrícola nacido y educado en Zúrich, Suiza.

## Biografía
Kleiber se graduó en el Instituto Federal de Tecnología como químico agrícola en 1920, obtuvo el título de ScD en 1924 y se convirtió en docente privado (dozent) después de publicar su tesis El concepto de energía en la ciencia de la nutrición (The Energy Concept in the Science of Nutrition).
Mientras realizaba su servicio militar, quedó decepcionado al escuchar cómo el ejército suizo filtraba información a los alemanes durante la Primera Guerra Mundial y dejó de presentarse, lo que le valió pasar unos meses en la cárcel. Agobiado de la sociedad de Zúrich, se muda definitivamente a California.
Kleiber se unió al Departamento de Ganadería de Universidad de California en Davis en 1929 para construir cámaras de respiración y realizar investigaciones sobre el metabolismo energético en animales. Entre sus muchos logros importantes, dos son especialmente dignos de mención. En 1932 llegó a la conclusión de que la potencia del peso corporal era la base más confiable para predecir la tasa metabólica basal (BMR) de los animales y para comparar los requerimientos de nutrientes entre animales de diferentes tamaños. También proporcionó la base para la conclusión de que la eficiencia total de la utilización de la energía es independiente del tamaño del cuerpo, lo que se conoce como ley de escalamiento universal de las especies o "la escala de la cuarta potencia negativa": Si se pone en relación la masa y el metabolismo dentro de una escala logarítmica, sale una línea perfectamente recta que parte de las ratas y las palomas y va subiendo hasta llegar a los toros y los hipopótamos.
Estos conceptos y varios otros fundamentales para comprender el metabolismo energético se analizan en el libro de Kleiber, El fuego de la vida (The Fire of Life), publicado en 1961 y posteriormente traducido al alemán, polaco, español y japonés.
Se le atribuye la descripción de la relación entre el metabolismo y la masa corporal, que se convirtió en la ley de Kleiber.